# Francesc Mora i Borrell
Francesc Mora Borrell (Gurb, Osona, 25 de novembre de 1827 - Sarrià (Barcelona), 3 d'agost de 1905) fou arquebisbe de Monterey-Los Angeles entre els anys 1878 i 1896.
Estudià al seminari de Vic, emigrà a les missions de Califòrnia, animat per Tadeu Amat i Brusi que l'ordenà sacerdot el 19 de març de 1856 a la diòcesi de Monterey. Ordenat rector de la Catedral de Nostre Senyora dels Àngels a Los Angeles l'any 1863, el Papa Pius IX, el 29 de maig de 1873 el nomenà bisbe coadjuctor de Tadeu Amat i bisbe de Maximianòpolis. Després de la mort d'aquest el maig de 1878, el succeí a la diòcesi de Monterey-Los Angeles el 3 d'agost de 1878. Treballà incansablement fins a l'any 1896, quan el Sant Pare n'acceptà la renúncia, distingint-lo amb el nomenament de bisbe emèrit de Hieràpolis de Síria. Francesc Mora es retirà al monestir de Sarrià, on morí a l'edat de 77 anys.

## Biografia
Francesc Mora Borrell, fill de Miquel i Rosa, nasqué el dia 25 de novembre de 1827 a Gurb (Osona), i va ser batejat i inscrit a la parròquia de Sant Andreu de Gurb al mateix dia; va tenir dos germans Onofre i Joan i una germana.
A causa de la pobresa de la família, va haver de treballar de valent per poder acabar els estudis al Seminari de Vic. El 1855 el bisbe Tadeu Amat i Brusi el convenç per anar amb ell a les missions de Califòrnia, juntament amb altres, com Pere Verdeguer i Prat, de Sant Pere de Torelló, que arribaria a ser Bisbe d'Aullon (Texas). Tadeu Amat l'ordenà sacerdot i el designà rector de Monterey el 19 de març de 1856 i, poc després, el feu rector de Sant Joan Baptista.
El 1859 va oficiar la primera missa a Visalia que oficialitzà el Pare Francesc Mora, que en aquell moment era rector de Sant Joan Baptista. El Pare Mora va fer viatges ocasionals a la vall per atendre les necessitats espirituals de la comunitat fins que el 1861 Mora fou traslladat a San Luis Obispo.
Al febrer de 1863 va ser cridat a Los Angeles i nomenat rector de la catedral de Nostra Senyora dels Àngels. Un any després, va ser nomenat Vicari general. El 20 de maig de 1873, fou preconitzat bisbe de Maximianòpolis, i coadjutor del bisbe Amat, sent consagrat el 3 d'agost.
El 12 de maig de 1878, morí l'arquebisbe Amat, i Francesc Mora i Borrell fou nomenat per succeir-lo com a arquebisbe de Monterey-Los Angeles. El 7 de juliol del mateix any, el Bisbe Mora va presidir una reunió, per construir una nova església a Bakersfield, que va tenir lloc a una rerebotiga, el bisbe va obrir la campanya de recaptació de fons, amb una contribució de $ 100,00, i tots els altres presents es van comprometre amb quantitats entre 25 i 50 dòlars, quantitats que a l'època eren força generoses. Es va dedicar l'església a sant Francesc en honor del bisbe.
Quan viatjava cap a Hanford, per consagrar una nova església, va patir un greu accident de carro a Lemoore, que el va deixar inconscient, era el 3 de juny de 1883. Deu anys més tard, el 1893, estant en delicat estat de salut, va oferir la seva renúncia al Papa, però aquest el convencé a acceptar un coadjutor, pel que va ser escollit el reverend George Montgomery. De visita ad limina a Roma, aprofità el viatge a Europa per descobrir Nàpols i Pompeia, passar el Nadal amb la seva germana a Lió i, de camí a Barcelona, fer una parada a per visitar familiars a Sant Martí de Sobremunt i Sant Agustí de Lluçanès, també visità el Monestir de Montserrat, de Barcelona es traslladà a Madrid i a Bilbao on visitar uns amics, per després passar per París i Londres abans d'agafar el vaixell "Ciutat de París" a Southampton per retornar als Estats Units. El 1895 fundà The Catholic Tidings, el primer periòdic catòlic de Los Angeles.
El 1896, finalment, va ser acceptada la renúncia. El 6 de maig del mateix any va ser nomenat bisbe emèrit de Hieràpolis (Síria) i va retornar a Catalunya. Allà es va retirar al convent de Sarrià, on sembla que hi vivia una germana seva, fins que va morir el 3 d'agost de 1905. Va ser enterrat al cementiri de Sarrià.
El 1962 les seves despulles varen ser traslladades als Estats Units, i enterrades a la catedral de La nostra Senyora dels Àngels, a Los Angeles. El 1958 es funda el col·legi de segondaria Bishop Mora Selesian high school Arxivat 2014-02-23 a Wayback Machine.. El 1967 es publica la seva biografia (Francis Mora, the last of catalans), escrita pel Monsenyor Francis J. Weber, escriptor i arxivista de la Catedral de Los Angeles.